# 趙郡公主
趙郡公主（?—?），中国南北朝北魏公主，诸王之女，嫁给司马跃。
趙郡公主嫁给晋朝皇室司马跃（字宝龙）。司马跃是司馬楚之的儿子、司马荣期的孙子，晋宣帝司马懿弟司马馗的后代。司马跃拜驸马都尉。代兄为云中镇将、朔州刺史、假安北将军，河内公。太和十九年（595年）司马跃卒。